# Allegro ma non troppo (saggio)
Allegro ma non troppo è un libro di Carlo M. Cipolla pubblicato dalla casa editrice Il Mulino nel 1988. Questo breve volume racchiude due saggi satirici pubblicati in inglese rispettivamente nel 1973 e nel 1976, e destinati a una ristretta cerchia di amici dello stesso autore, ossia Pepe, vino (e lana) come elementi determinanti dello sviluppo economico dell'età di mezzo e Le leggi fondamentali della stupidità umana. L'insperato successo di questi due scritti portò la casa editrice e l'autore a decidere di riunirli e pubblicarli in una edizione ufficiale che venne stampata per la prima volta in Italia nel 1988 con il titolo Allegro ma non troppo. Più volte ristampato negli anni successivi, il volume raggiunse le 350 000 copie in Italia e venne stampato in almeno tredici lingue, per ultima proprio in inglese, dato che solo nel 2011 Il Mulino decise di pubblicare la versione originale di The Basic Laws of Human Stupidity, rendendo disponibile al pubblico la versione originale dello scritto.

## Pepe, vino (e lana) come elementi determinanti dello sviluppo economico nell'età di mezzo
Il primo saggio descrive un'ilare parodia della storia economica e sociale medievale partendo proprio dalla scarsissima reperibilità del pepe in Europa dopo la caduta dell'Impero romano e la temporanea fine dei commerci con l'oriente. Con un racconto ironico, Cipolla narra brevemente la storia economica medioevale, dalla caduta dell'Impero romano, che sarebbe riconducibile all'utilizzo del piombo in numerosi ambiti (cosmetica, cucina, tubazioni degli acquedotti...) il quale portò alla sterilità la classe dirigente romana: questa non seppe rinnovarsi e quindi opporsi alle orde barbariche, e la fine dei commerci con l'oriente avrebbe causato penuria dell'afrodisiaco pepe nella dieta medievale. A questa mancanza di pepe, Cipolla collega la prima crociata organizzata da Pietro l'eremita, molto incline ai cibi piccanti, che volle conquistare la terra santa per riaprire i commerci di spezie con l'oriente, cosa che fruttò notevoli guadagni e fece da traino alla ricrescita economica e al ripopolamento dell'Europa (in quanto il pepe avrebbe "ringalluzzito" le voglie sessuali degli europei), incluso l'incremento della lavorazione del ferro (i Crociati avrebbero imposto alle mogli la cintura di castità). Da questo momento in poi il saggio, giocando sempre sul filo del paradosso, costruisce collegamenti tra il controllo dei vigneti in Francia, la guerra dei cent'anni, il commercio della pregiata lana inglese, la peste del 1300 e la nascita del Rinascimento italiano quale atto conclusivo dell'età di mezzo.

## Le leggi fondamentali della stupidità umana

Grafico della distribuzione comportamentale secondo Allegro ma non troppo. I due assi cartesiani rappresentano il guadagno portato dalle azioni delle diverse persone, che può essere positivo, nullo o negativo per la persona stessa o per le persone che la circondano (elaborazione grafica di Luigi Corvaglia, tratta dall'articolo "Scemocrazia. Come gli stupidi hanno conquistato il mondo")

Il secondo saggio tenta di elaborare una scherzosa teoria generale sulla stupidità umana, che vede gli stupidi come un gruppo di gran lunga più potente delle maggiori organizzazioni come le mafie o le lobby industriali, non organizzato e senza ordinamento, vertici o statuto, ma che, tuttavia, riesce a operare con incredibile coordinazione ed efficacia. A tal proposito il saggio enuncia cinque leggi fondamentali: 
- Prima Legge Fondamentale: sempre e inevitabilmente ognuno di noi sottovaluta il numero di individui stupidi in circolazione.
- Seconda Legge Fondamentale: la probabilità che una certa persona sia stupida è indipendente da qualsiasi altra caratteristica della persona stessa.
- Terza (e aurea) Legge Fondamentale: una persona stupida è una persona che causa un danno a un'altra persona o gruppo di persone senza nel contempo realizzare alcun vantaggio per sé o addirittura subendo una perdita.
- Quarta Legge Fondamentale: le persone non stupide sottovalutano sempre il potenziale nocivo delle persone stupide. In particolare, i non stupidi dimenticano costantemente che in qualsiasi momento e luogo, e in qualunque circostanza, trattare e/o associarsi con individui stupidi si dimostra infallibilmente un costosissimo errore.
- Quinta Legge Fondamentale: la persona stupida è il tipo di persona più pericoloso che esista.

Corollario: lo stupido è più pericoloso del bandito.
Come si vede dalla terza legge, Cipolla individua due fattori da considerare per indagare il comportamento umano:
- Danni o vantaggi che l'individuo procura a se stesso
- Danni o vantaggi che l'individuo procura agli altri

Creando un grafico col primo fattore sull'asse delle ascisse e il secondo sull'asse delle ordinate, si ottengono quindi quattro gruppi di persone:
- Intelligenti (in alto a destra): fanno il proprio vantaggio e quello degli altri
- Sprovveduti (in alto a sinistra): danneggiano se stessi e avvantaggiano gli altri
- Stupidi (in basso a sinistra): danneggiano gli altri senza avvantaggiare se stessi o danneggiandosi
- Banditi (in basso a destra): danneggiano gli altri per trarne vantaggio

Basandosi su questo grafico, Cipolla trae una serie di riflessioni e conclusioni ironiche e divertenti che corroborano la sua teoria.

## Edizioni
- Carlo M. Cipolla, Allegro ma non troppo, traduzione di Anna Parish, Bologna, Il Mulino, 1988, ISBN 88-15-01980-4.
- Carlo M. Cipolla, Allegro ma non troppo con Le leggi fondamentali della stupidità umana, illustrazioni di T. Pericoli, Bologna, Il Mulino, 2013, ISBN 978-88-15-24751-3.